# 15 (число)
15 (пятнадцать) — натуральное число, расположенное между числами 14 и 16. Восьмое нечётное число, восьмое составное число, четвёртое число Белла, число Мерсенна ({\displaystyle 2^{4}-1}), четвёртое число торта, пятое треугольное число, наименьшее составное число, которое является порядком лишь одной группы.

## Магическое число (Магический квадрат)
```
1 2 3
4 5 6
7 8 9
```

При сложении чисел по диагоналям, вертикали и горизонтали (крест-накрест) получаем число 15

## В системах измерения
- 1015 называется квадриллион; приставки СИ: пета (П) и фемто (ф)